# Betainfluenzavirus
Cet article court présente un sujet plus développé dans : virus de la grippe B.
Genre
Espèces de rang inférieur
- Virus de la grippe B

Betainfluenzavirus est un genre de virus à ARN monocaténaire de polarité négative de la famille des Orthomyxoviridae. Ce genre contient une seule espèce de virus répertoriée : le virus de la grippe B.